# نادية نجم
نادية نجم (مواليد 23 يوليو 1998) هي لاعبة تجديف مصرية، مثّلت مصر في أولمبياد ريو دي جانيرو 2016 وحلت في المركز الرابع والعشرين في الترتيب النهائي.

## روابط خارجية
- نادية نجم على موقع الاتحاد الدولي للتجديف (الإنجليزية)
- نادية نجم على موقع اللجنة الأولمبية الدولية (الإنجليزية)
- نادية نجم على موقع أوليمبيديا (الإنجليزية)